# Rábaszentmiklós
Rábaszentmiklós là một thị trấn thuộc hạt Győr-Moson-Sopron, Hungary. Thị trấn này có diện tích 5,01 km², dân số năm 2010 là 126 người, mật độ 25 người/km².